# Temporada 1976-77 de la NBA
La temporada 1976-77 de la NBA fue la trigésimoprimera en la historia de la liga. La temporada finalizó con Portland Trail Blazers como campeones tras ganar a Philadelphia 76ers por 4-2.

## Aspectos destacados
- La liga rival de la NBA, la ABA, se unió a la NBA. Cuatro equipos de la ABA entraron en la NBA: New York Nets, Indiana Pacers, San Antonio Spurs y Denver Nuggets. Los otros equipos de la ABA desaparecieron tras la unión, excepto Kentucky Colonels y Spirits of St. Louis, cuyos jugadores fueron escogidos por los equipos de la NBA en el draft de dispersión de la ABA.
- Los Playoffs de la NBA fueron ampliados de 5 equipos por conferencia a 6.
- El All-Star Game de la NBA de 1977 se disputó en The Mecca de Milwaukee, Wisconsin, con victoria del Oeste sobre el Este por 125-124. Julius Erving, de Philadelphia 76ers, (uno de los jugadores procedentes de la ABA) ganó el premio al MVP del encuentro.
- 5 de los 10 jugadores titulares seleccionados para disputar el All-Star Game y 10 de los 24 participantes procedían de la ABA, al igual que 4 de los 10 jugadores que integraron los dos primeros mejores quintetos de la NBA. Cinco ex ABA completaron las Finales de la NBA: Julius Erving, George McGinnis y Caldwell Jones de Philadelphia 76ers, y Maurice Lucas y Dave Twardzik de Portland Trail Blazers.[1]
- Portland Trail Blazers ganó el campeonato en su primer año en playoffs. Además, se convirtieron en el segundo equipo en la historia (tras los Celtics de 1969) en ganar las Finales de la NBA tras perder los dos primeros partidos.

## Clasificaciones
| Equipo             | V  | D  | %V   | P  |
| ------------------ | -- | -- | ---- | -- |
| Philadelphia 76ers | 50 | 32 | .610 | -  |
| Boston Celtics     | 44 | 38 | .537 | 6  |
| New York Knicks    | 40 | 42 | .488 | 10 |
| Buffalo Braves     | 30 | 52 | .366 | 20 |
| New York Nets      | 22 | 60 | .268 | 28 |

| Equipo              | V  | D  | %V   | P  |
| ------------------- | -- | -- | ---- | -- |
| Houston Rockets     | 49 | 33 | .598 | -  |
| Washington Bullets  | 48 | 34 | .585 | 1  |
| San Antonio Spurs   | 44 | 38 | .537 | 5  |
| Cleveland Cavaliers | 43 | 39 | .524 | 6  |
| New Orleans Jazz    | 35 | 47 | .427 | 14 |
| Atlanta Hawks       | 31 | 51 | .378 | 18 |

| Equipo            | V  | D  | %V   | P  |
| ----------------- | -- | -- | ---- | -- |
| Denver Nuggets    | 50 | 32 | .610 | -  |
| Chicago Bulls     | 44 | 38 | .537 | 6  |
| Detroit Pistons   | 44 | 38 | .537 | 6  |
| Kansas City Kings | 40 | 42 | .488 | 10 |
| Indiana Pacers    | 36 | 46 | .439 | 14 |
| Milwaukee Bucks   | 30 | 52 | .366 | 20 |

| Equipo                   | V  | D  | %V   | P  |
| ------------------------ | -- | -- | ---- | -- |
| Los Angeles Lakers       | 53 | 29 | .646 | -  |
| Portland Trail Blazers C | 49 | 33 | .598 | 4  |
| Golden State Warriors    | 46 | 36 | .561 | 7  |
| Seattle SuperSonics      | 40 | 42 | .488 | 13 |
| Phoenix Suns             | 34 | 48 | .415 | 19 |

* V: Victorias
* D: Derrotas
* %V: Porcentaje de victorias
* P: Partidos de diferencia respecto a la primera posición
* C: Campeón

## Playoffs
|  | Primera Ronda     | Primera Ronda | Primera Ronda |   |  | Semifinales de Conferencia | Semifinales de Conferencia | Semifinales de Conferencia |  |  | Finales de conferencia | Finales de conferencia | Finales de conferencia |  |  | Finales de la NBA | Finales de la NBA | Finales de la NBA |
|  |                   |               |               |   |  |                            |                            |                            |  |  |                        |                        |                        |  |  |                   |                   |                   |
|  | E4                | Boston        | 2             |   |  | E1                         | Philadelphia*              | 4                          |  |  |                        |                        |                        |  |  |                   |                   |                   |
|  | E4                | Boston        | 2             |   |  | E1                         | Philadelphia*              | 4                          |  |  |                        |                        |                        |  |  |                   |                   |                   |
|  | E5                | San Antonio   | 0             |   |  | E4                         | Boston                     | 3                          |  |  |                        |                        |                        |  |  |                   |                   |                   |
|  | E5                | San Antonio   | 0             |   |  | E4                         | Boston                     | 3                          |  |  |                        |                        |                        |  |  |                   |                   |                   |
|  |                   |               |               |   |  |                            |                            |                            |  |  | E1                     | Philadelphia*          | 4                      |  |  |                   |                   |                   |
|  | Conferencia Este  |               |               |   |  |                            |                            |                            |  |  | E1                     | Philadelphia*          | 4                      |  |  |                   |                   |                   |
|  |                   | E2            | Houston*      | 2 |  |                            |                            |                            |  |  |                        |                        |                        |  |  |                   |                   |                   |
|  |                   |               |               |   |  |                            |                            |                            |  |  |                        |                        |                        |  |  |                   |                   |                   |
|  | E3                | Washington    | 2             |   |  | E3                         | Washington                 | 2                          |  |  |                        |                        |                        |  |  |                   |                   |                   |
|  | E3                | Washington    | 2             |   |  | E3                         | Washington                 | 2                          |  |  |                        |                        |                        |  |  |                   |                   |                   |
|  | E6                | Cleveland     | 1             |   |  | E2                         | Houston*                   | 4                          |  |  |                        |                        |                        |  |  |                   |                   |                   |
|  | E6                | Cleveland     | 1             |   |  | E2                         | Houston*                   | 4                          |  |  |                        |                        |                        |  |  |                   |                   |                   |
|  |                   |               |               |   |  |                            |                            |                            |  |  |                        |                        |                        |  |  | E1                | Philadelphia*     | 2                 |
|  |                   |               |               |   |  |                            |                            |                            |  |  |                        |                        |                        |  |  | E1                | Philadelphia*     | 2                 |
|  |                   | W3            | Portland      | 4 |  |                            |                            |                            |  |  |                        |                        |                        |  |  |                   |                   |                   |
|  |                   |               |               |   |  |                            |                            |                            |  |  |                        |                        |                        |  |  |                   |                   |                   |
|  | W4                | Golden State  | 2             |   |  | W1                         | Los Angeles*               | 4                          |  |  |                        |                        |                        |  |  |                   |                   |                   |
|  | W4                | Golden State  | 2             |   |  | W1                         | Los Angeles*               | 4                          |  |  |                        |                        |                        |  |  |                   |                   |                   |
|  | W5                | Detroit       | 1             |   |  | W4                         | Golden State               | 3                          |  |  |                        |                        |                        |  |  |                   |                   |                   |
|  | W5                | Detroit       | 1             |   |  | W4                         | Golden State               | 3                          |  |  |                        |                        |                        |  |  |                   |                   |                   |
|  |                   |               |               |   |  |                            |                            |                            |  |  | W1                     | Los Angeles*           | 0                      |  |  |                   |                   |                   |
|  | Conferencia Oeste |               |               |   |  |                            |                            |                            |  |  | W1                     | Los Angeles*           | 0                      |  |  |                   |                   |                   |
|  |                   | W3            | Portland      | 4 |  |                            |                            |                            |  |  |                        |                        |                        |  |  |                   |                   |                   |
|  |                   |               |               |   |  |                            |                            |                            |  |  |                        |                        |                        |  |  |                   |                   |                   |
|  | W3                | Portland      | 2             |   |  | W3                         | Portland                   | 4                          |  |  |                        |                        |                        |  |  |                   |                   |                   |
|  | W3                | Portland      | 2             |   |  | W3                         | Portland                   | 4                          |  |  |                        |                        |                        |  |  |                   |                   |                   |
|  | W6                | Chicago       | 1             |   |  | W2                         | Denver*                    | 2                          |  |  |                        |                        |                        |  |  |                   |                   |                   |
|  | W6                | Chicago       | 1             |   |  | W2                         | Denver*                    | 2                          |  |  |                        |                        |                        |  |  |                   |                   |                   |

## Estadísticas
| Categoría                    | Jugador             | Equipo                 | Estadísticas |
| ---------------------------- | ------------------- | ---------------------- | ------------ |
| Puntos por partido           | Pete Maravich       | New Orleans Jazz       | 31.6         |
| Rebotes por partido          | Bill Walton         | Portland Trail Blazers | 14.4         |
| Asistencias por partido      | Don Buse            | Indiana Pacers         | 8.5          |
| Robos por partido            | Don Buse            | Indiana Pacers         | 3.5          |
| Tapones por partido          | Bill Walton         | Portland Trail Blazers | 3.2          |
| Porcentaje de tiros de campo | Kareem Abdul-Jabbar | Los Angeles Lakers     | .579         |
| Porcentaje de tiros libres   | Ernie DiGregorio    | Buffalo Braves         | .945         |

## Premios
- MVP de la Temporada
  -  Kareem Abdul-Jabbar (Los Angeles Lakers)
- Rookie del Año
  -  Adrian Dantley (Buffalo Braves)
- Entrenador del Año
  -  Tom Nissalke (Houston Rockets)

| - Mejor quinteto de la temporada - Pete Maravich, New Orleans Jazz - Kareem Abdul-Jabbar, Los Angeles Lakers - David Thompson, Denver Nuggets - Paul Westphal, Phoenix Suns - Elvin Hayes, Washington Bullets | - 2.º Mejor quinteto de la temporada - Julius Erving, Philadelphia 76ers - George McGinnis, Philadelphia 76ers - Bill Walton, Portland Trail Blazers - George Gervin, San Antonio Spurs - Jo Jo White, Boston Celtics |

| - Mejor quinteto defensivo - Bobby Jones, Denver Nuggets - E. C. Coleman, New Orleans Jazz - Bill Walton, Portland Trail Blazers - Norm Van Lier, Chicago Bulls - Don Buse, Indiana Pacers | - 2.º Mejor quinteto defensivo - Jim Brewer, Cleveland Cavaliers - Jamaal Wilkes, Golden State Warriors - Kareem Abdul-Jabbar, Los Angeles Lakers - Don Chaney, Los Angeles Lakers - Brian Taylor, Kansas City Kings |

- Mejor quinteto de rookies
  - John Lucas, Houston Rockets
  - Mitch Kupchak, Washington Bullets
  - Scott May, Chicago Bulls
  - Adrian Dantley, Buffalo Braves
  - Ron Lee, Phoenix Suns